# Miedwiedica (dopływ Wołgi)
Miedwiedica (ros. Медведица) – rzeka w europejskiej części Rosji, w obwodzie twerskim, lewy dopływ Wołgi.